# NGC 1072
NGC 1072 este o galaxie LINER situată în constelația Balena. A fost descoperită în 20 decembrie 1881 de către Édouard Stephan⁠(d). Se află la o distanță de 114 megaparseci de Pământ.